# هيلدا نيلسون
هيلدا نيلسون (بالسويدية: Hilda Nilsson)‏ هي قاتلة متسلسلة سويدية، ولدت في 24 مايو 1876 في هلسينغبورغ في السويد، وتوفي بنفس المكان في 10 أغسطس 1917 بسبب شنق.